# Vinny Del Negro
Vincent Joseph "Vinny" Del Negro (ur. 9 sierpnia 1966 w Springfield) – amerykański koszykarz włoskiego pochodzenia, występujący na pozycjach rozgrywającego oraz rzucającego obrońcy, po zakończeniu kariery zawodniczej trener koszykarski.
W 1996 wystąpił w filmie Eddie.

## Osiągnięcia
Na podstawie, o ile nie zaznaczono inaczej.
NCAA
- 2-krotny uczestnik rozgrywek NCAA Elite Eight (1985, 1986)
- Mistrz:
  - turnieju konferencji Atlantic Coast (ACC – 1987)
  - sezonu zasadniczego ACC (1985)
- Lider sezonu zasadniczego konferencji ACC (1985)
- MVP turnieju ACC (1987)[3]
- Zaliczony do I składu ACC (1988)

Europa
- Mistrz Włoch (1992)
- Finalista pucharu Włoch (1992)